# Hans Croon (Unternehmer)
Hans Heinrich Julius Otto Croon (* 20. April 1896 in Aachen; † 7. Oktober 1977 in Köln) war ein deutscher Textilfabrikant und Präsident der IHK Aachen.

## Leben
Der Sohn des Tuchfabrikanten Otto Croon (1866–1928) und der Alwine Lamberts (1870–1944) besuchte bis 1913 das Aachener Realgymnasium und begann dann eine Lehre im väterlichen Betrieb „G. H. & J. Croon“ in Aachen. Während des Ersten Weltkrieges diente er als Kriegsfreiwilliger und Leutnant im Jäger-Regiment zu Pferde Nr. 7, wurde verwundet und mit dem EK I. ausgezeichnet. Ab 1918 durchlief Croon ein Studium der Volkswirtschaftslehre und der Geschichte an den Universitäten von Berlin, Köln und Aachen. Im Anschluss daran stieg er mit Wirkung zum 25. Mai 1923 als persönlich haftender Gesellschafter in die Tuchfabrik seines Vaters ein und behielt diese Stellung bis 1947. 
Darüber hinaus übernahm er von 1936 bis 1939 die stellvertretende und anschließend bis 1943 die Leitung der Wirtschaftsgemeinschaft der Textilindustrie und war zugleich Leiter der Bezirksgruppe Rheinland und der Fachgemeinschaft Tuch- und Kleiderstoffindustrie dieser Wirtschaftsgemeinschaft. Im Dezember 1938 wurde er als Nachfolger von Herbert Tengelmann zum Präsidenten des Deutschen Mode-Instituts (DMI) ernannt. Zudem war er von 1941 bis 1942 Präsident der IHK Aachen und leitete von 1943 bis 1944 die neue Wirtschaftskammer Aachen, ein Zusammenschluss der IHK mit der Handwerkskammer Aachen. Ferner war er Mitglied im Südostausschuss, später Leiter des handelspolitischen Ausschusses und Präsident des Arbeitskreises für Außenwirtschaftsfragen der Reichsgruppe Industrie (RGI). Er war von 1940 bis 1942 Mitglied des Kuratoriums des Mitteleuropäischen Wirtschaftstages (MWT). In dieser Eigenschaft gründete Croon in der Türkei die Woll- und Tierhaar AG (Wotirag) und entwickelte diese erfolgreich. Auf Anregung des amtierenden Präsidenten des MWT, Tilo von Wilmowsky, engagierte er sich auch in Bulgarien und ließ dort mittels der Kreuzung von Merinoschafen mit den bulgarischen und rumänischen Schafrassen auf dem staatlichen Gutshof Clementina eine Merinomusterherde züchten, um den Wollertrag zu steigern. Darüber hinaus leitete er noch die Markentuchgemeinschaft der Deutschen Feintuchindustrie. Ab 1941 war er als Leiter der Wirtschaftsgruppe Textilindustrie im Verwaltungsrat der Ost-Faser-Gesellschaft tätig.
Nach 1947 zog Croon nach Meerbusch-Büderich und arbeitete als freier Unternehmensberater. Noch vor 1953 wurde er außerdem zum Ehrenbürger der RWTH Aachen ernannt.
Darüber hinaus war Croon Mitglied im Deutschen Herrenclub und seit 1919 Mitglied im Club Aachener Casino. Von 1937 bis 1945 war er Vorstandsvorsitzender des Evangelischen Krankenhausvereins zu Aachen, Träger des Luisenhospitals Aachen. An seinem neuen Wohnort trat er in die FDP ein. Dort wurde er von 1958 bis 1959 zum Kreisvorsitzenden dieser Partei für den Kreis Grevenbroich gewählt. Wenig später übernahm Croon noch die Reorganisation der „Hanfwerke Füssen-Immenstadt AG“ und wurde in den dortigen Aufsichtsrat gewählt. 
Hans Croon war in erster Ehe verheiratet mit Irma Hasenclever (1898–1935), Tochter des Direktors der Chemischen Fabrik Rhenania, Max Hasenclever, mit der einen Sohn hatte. Nach ihrem Tod heiratete er zunächst Anita Böcking (1908–1963), Tochter des Hüttenwerksbesitzers Ferdinand Böcking (1879–1965), die ihm zwei Söhne gebar. Von ihr ließ Croon sich einige Jahre später scheiden und ehelichte deren Cousine Inez Böcking, mit der er noch zwei Töchter bekam.